# Антихрист (фильм, 2009)
«Анти́христ» (англ. Antichrist) — драматический фильм ужасов режиссёра Ларса фон Триера, снятый им по собственному сценарию. Премьера состоялась 18 мая 2009 года на Каннском кинофестивале. По словам фон Триера, в центре фильма идея о том, что наш мир создал Дьявол, а не Бог. По мнению режиссёра, этот фильм — лучший в его карьере. Картина получила неоднозначную реакцию у критиков.
Фильм посвящён режиссёру Андрею Тарковскому.

## Сюжет

### Пролог
Пара страстно занимается сексом, в то время как их сын Ник вылезает из своей кроватки и забирается на подоконник. Сын выпадает из окна и разбивается о землю, покрытую снегом. В момент смерти ребёнка женщина испытывает сильный оргазм.

### Глава первая: Скорбь
Во время похоронной процессии, идя за гробом сына, женщина падает в обморок. Окружающие собираются вокруг неё, она видит их лица расплывчато. Женщина проводит следующий месяц в больнице, то приходя в сознание, то снова впадая в беспамятство. Когда она окончательно приходит в себя, выясняется, что её психика травмирована. Её муж, психотерапевт, не доверяет той психиатрической помощи, которую оказывают его жене, и решает лечить её сам. После непродолжительного и малопродуктивного лечения дома, во время которого жена пытается забыть о своей боли в основном через секс, муж решает попробовать другой метод. Он узнаёт, что самый большой страх его жены связан с их загородным домом под названием «Эдем», в котором она проводила время с Ником прошлым летом, когда писала диссертацию на тему убийства женщин («Gynocide»).
Пара отправляется в «Эдем». Во время путешествия женщина засыпает, а мужчина встречает оленя, который вскоре скрывается в листве. Мужчина замечает мёртвого оленёнка, который наполовину свисает из утробы матери.

### Глава вторая: Боль (Хаос правит)
Пара продолжает двигаться к дому. Переходя мост, женщине приходится перебороть свой страх. Она быстро перебегает мост и скрывается в лесу, оставляя мужчину далеко позади. Добравшись до дома, он обнаруживает её уже спящей.
Несмотря на сеансы психотерапии, болезнь женщины прогрессирует, ей становится хуже. И даже лес, окружающий дом, становится более зловещим: жёлуди бьют по крыше, напоминая звуки пулемётной стрельбы. Однажды мужчина просыпается и смотрит на свою правую руку, которую случайно во сне выставил в окно — рука покрыта собачьими клещами. В конце этой главы мужчина обнаруживает мёртвую выпотрошенную лису, которая пожирает собственную плоть и произносит фразу «Хаос правит» («Chaos reigns»).

### Глава третья: Отчаяние (Убийство женщин)
Муж находит материалы по диссертации жены: гравюры, изображающие охоту на ведьм, и альбом, наполненный газетными вырезками на тему убийства женщин, а также записи его жены, которые с каждой страницей становятся всё более неразборчивыми, а к концу превращаются в каракули. Становится ясным, что в ходе своей работы его жена пришла к выводу, что женщины от природы являются злом. Мужчина не согласен с этой теорией и критикует жену за её женоненавистнические воззрения. Женщина ничего не отвечает.
Позже она просит ударить её во время секса. Мужчина сначала отказывается, но, после того как жена убегает в лес и, лёжа на корне большого дерева, начинает мастурбировать, нерешительно выполняет её просьбу, в то время как женщина просит ударить её ещё сильнее. Пока они занимаются сексом, мы видим множество рук, появляющихся из-под корней дерева. (Этот кадр был использован в основной прокатной афише фильма).
Мужчина вскрывает письмо, которое получает перед отъездом в «Эдем». Внутри находится отчёт о вскрытии тела Ника, в котором сообщается о лёгкой деформации костей ступни до его гибели. После этого мужчина находит фотографии своего ребёнка, на которых видно, что его ботинки всегда надеты не на ту ногу. Он невероятно взволнован этим открытием, которое подтверждает ненормальность его супруги. В этот момент жена неожиданно атакует его, обвиняя, что он хочет бросить её. Она бьёт его арматурой и отбивает ему гениталии деревянной колодой. Пока он лежит без сознания, она мастурбирует ему, доводя его до оргазма, во время которого он эякулирует кровью. Для того чтобы предотвратить бегство, она ручной дрелью просверливает ему ногу и через дыру закрепляет тяжёлый точильный круг гайкой. Затем она выбегает на улицу и выбрасывает гаечный ключ под фундамент дома.
Мужчина приходит в себя и, изнемогая от боли, ползёт до лисьей норы, в которой прячется. Пока женщина отчаянно ищет его, он находит в норе заживо погребённую ворону. Ворона начинает каркать, женщина находит это укрытие и пытается вытащить мужчину. Когда ей это не удаётся, она пробует проникнуть в его убежище, выкопав лопатой проход.

### Глава четвёртая: Трое нищих
Проходит несколько часов, наступает ночь, и вся в слезах, женщина извиняется и помогает мужчине выбраться. Когда в доме он спрашивает, хочет ли она его убить, она говорит: «Пока нет» — и загадочно добавляет: «Когда приходят трое нищих, кто-то должен умереть».
Снова показывается сцена из пролога, из которого становится ясно, что женщина видела, как её ребёнок забирается на подоконник, но не остановила его. После этого женщина берёт ножницы и, крича, отрезает себе клитор. В тот момент, когда женщина кричала, начинается ливень. Снова придя в себя, обессиленный мужчина из-под пола слышит крики вороны. Пробив локтём пол, мужчина выпускает на свободу птицу и неожиданно находит выброшенный гаечный ключ. Женщина наносит ему удары ножницами в спину, но, в конце концов, мужчина снимает с ноги точильный круг. Мужчина душит супругу. Затем он сжигает её тело за пределами дома.

### Эпилог
Мужчина идёт по лесу от дома, питаясь ягодами. Когда он доходит до вершины холма, он видит множество женщин, поднимающихся к нему. Они смотрят на него, но их лица размыты.

## Производство

### Стадия разработки
Съёмки картины были запланированы на 2005 год, но исполнительный директор фильма случайно предал огласке основную идею фильма: по первоначальной версии сценария, Земля была создана не Богом, а Сатаной. Триер был разозлён и отложил съёмки фильма, чтобы успеть переписать сценарий.
В 2007 году Триер заявил, что страдает от депрессии и, возможно, никогда не сможет снять ещё один фильм. «Я полагаю, что Антихрист будет моим следующим фильмом, но на данном этапе я не уверен в этом». Британским актёрам, приехавшим в Копенгаген на первое прослушивание, пришлось возвращаться обратно — психологическое состояние Триера не позволило ему встретиться с ними.
Версия сценария, созданная после депрессии, была написана фон Триером скорее как упражнение, чтобы проверить, насколько он в состоянии заниматься творческой деятельностью. Режиссёр сравнивал своё состояние с кризисом, который переживал шведский писатель и драматург Юхан Август Стриндберг в 1890-х гг., работая над автобиографической книгой «Ад». Триеру в работе помогали датские писатели и режиссёры Пер Флай и Николай Арсель. Кроме того, были привлечены в качестве консультантов специалисты в области мизогинии, теологии и фильмов ужасов. Сам Триер, будучи новообращённым католиком, активно интересовался символизмом и богословием христианства.
Фильм снят компанией Zentropa, принадлежащей фон Триеру. Сопродюсерами фильма были шведская компания Film I’Vast, итальянская Lucky Red, французские Liberator Productions, Slot Machine и Arte France. Датский институт кинематографии предоставил финансовую поддержку в 1,5 миллиона долларов. Общий бюджет фильма составил около 11 миллионов долларов.

### Перед съёмками
Реквизит для фильма изготовила и предоставила компания Soda ApS из Копенгагена. Сотрудники компании изготовили муляжи ноги Уиллема Дефо, муляж женских гениталий, а также пластикового ребёнка (имеющего вес настоящего), который был использован в начальной сцене фильма. С помощью сервиса поиска изображений Google Image Search были найдены фотографии, необходимые для изготовления моделей мертворождённого оленя. В качестве плаценты использовался нейлоновый чулок. На раннем этапе к группе присоединился чешский дрессировщик Ота Бареш, который сотрудничал с Андерсом Томасом Йенсеном в процессе создания фильма Адамовы яблоки. Дрессировщику объяснили, какие задания должны выполнять животные. Например, лису обучили открывать пасть по команде так, чтобы создавалось впечатление, будто она разговаривает.
Чтобы настроиться на нужный лад перед началом съёмок, Дефо и Генсбур посмотрели фильм «Зеркало» Андрея Тарковского. Также Дефо просмотрел фильм Триера «Идиоты», а Генсбур — изучала образ героини Шарлотты Рэмплинг в кинокартине «Ночной портье». Дефо, кроме того, встретился и консультировался с медиками, работающими в области когнитивной психотерапии, присутствовал лично на психотерапевтических сеансах и изучал специальную литературу. Что касается Триера, то он весьма скептически относится к психотерапии.

### Съёмки
Съёмки фильма длились 40 дней, с 20 августа до конца сентября 2008 года. «Антихрист» — это первая кинокартина фон Триера, полностью снятая в Германии: на территории федеральной земли Северный Рейн — Вестфалия, в окрестностях Кёльна и в городе Вупперталь. Фильм снят на цифровую видеоаппаратуру; в первую очередь использовались камеры Red One на разрешении 4к (см. Red Digital Cinema Camera Company). Замедленные съёмки произведены при помощи аппаратуры Phantom v4, с частотой 1000 кадров в секунду.
Триер не до конца оправился от депрессии к началу съёмок фильма. Он не раз извинялся перед актёрами за своё психическое состояние, которое не позволяло ему снимать лично, как он делал это обычно. «Сценарий был экранизирован без особого энтузиазма, как будто я использовал свой физический и интеллектуальный потенциал лишь наполовину».
В качестве основной музыкальной темы фильма используется ария Альмирены из оперы «Ринальдо» Г. Ф. Генделя.

### Послесъёмочный процесс
Постпродакшн производился в Варшаве и в Гётеборге. За два месяца поляки отработали около 4000 часов, а шведы — около 500 часов. В фильме присутствует 80 эпизодов с применением компьютерной графики, выполнение которой обеспечивала польская компания Platige Image. По большей части компьютерные технологии использовались для того, чтобы убрать из кадра поводки на шеях оленей, но некоторые эффекты были более сложными. Сцена, в которой лиса произносит фразу «Хаос правит» (Chaos reigns) далась особенно сложно: движения её пасти, смоделированной в 3D, должны были быть синхронизированы со звуком.

## В ролях
- Уиллем Дефо — Он
Дефо до этого работал с Триером в фильме «Мандерлей» в 2005 году. Он получил сценарий фильма, хотя, по его рассказам, жена фон Триера была настроена скептически по поводу приглашения столь известного актёра на такую жёсткую роль. Дефо принял решение сняться в фильме, объяснив это таким образом: «Я полагаю, что мрачные вещи, невысказанные вещи очень важны для актёра. Эти вещи, о которых мы не разговариваем, и поэтому если у тебя есть возможность сыграть в подобной роли, естественно, ты заинтересован»[16]. Также Дефо принадлежит голос лиса, хотя он был сильно изменён. Дублёром Дефо в некоторых сценах был Хорст Барон.
- Шарлотта Генсбур — Она
Первоначально на эту роль планировалась французская актриса Ева Грин. Триер утверждает, что Грин была согласна, но её агенты не разрешили подписать контракт. Кастинг занял два месяца предсъёмочного процесса. В конце концов, появилась Генсбур и, по словам Триера, она очень хотела получить эту роль: «Шарлотта пришла и сказала: „Я до смерти хочу получить эту роль, неважно, каким образом“. Поэтому я думаю, что она давно приняла это решение. С ней мы не имели никаких проблем»[17].

## Выход фильма
Премьера фильма состоялась во время конкурсного показа Каннского фестиваля, и фильм получил крайне поляризованные отклики зрителей. По крайней мере, 4 человека упали в обморок во время показа из-за открытого насилия в фильме. На пресс-конференции после просмотра журналист из Daily Mail спросил фон Триера, зачем тот снял свой фильм, на что режиссёр ответил, что находит данный вопрос странным. Шарлотта Генсбур получила награду за лучшую женскую роль, а экуменическое жюри дало фильму специальную «антинаграду», заявив, что «это самый женоненавистнический фильм режиссёра, который сам себя провозгласил лучшим в мире». Директор Каннского фестиваля Тьерри Фремо ответил: «это смешное решение, которое граничит с цензурой», и «скандал начался из-за экуменического жюри».
Для покупателей на Каннском фестивале были доступны две версии: «протестантская» (полная) и «католическая», где самые откровенные сцены были вырезаны. Режиссёрская версия, со всеми сценами, была представлена широкой публике 20 мая 2009 года в Дании. Её приобрели для проката в Великобритании компания Artifical Eye, а для проката в США компания IFC Films.
В Великобритании и Ирландии картина была представлена в режиссёрской версии (к просмотру допускались только люди старше 18). Британское управление по стандартам рекламы получило 7 жалоб на плакат фильма. Но управление одобрило этот плакат, так как не нашло в нём ничего порнографического. На альтернативном плакате были лишь цитаты из обзоров, а изображения отсутствовали. Этот плакат использовался для рекламы на улицах и для тех изданий, которые не хотели печатать основную афишу.
В Австралии фильм шёл ограниченным прокатом, релиз DVD состоялся в начале 2010 года. Продажа DVD была строго ограничена в Южной Австралии в связи с новыми законами о фильмах с рейтингом +18, которые накладывают определённые ограничения.

## Критика
В родной для режиссёра Дании фильм был хорошо принят и критикой и зрителями. Газета «Politiken» назвала этот фильм «гротескным шедевром», дав ему оценку 6 из 6 и похвалив за чуждость шаблонности. «Очень серьёзное, очень личностное произведение искусства о таких вещах, как страдания, смерть, секс и бессмысленность всего сущего». «Berlingske Tidende» дал рейтинг 4 из 6 и похвалил за «бесподобные образы» и за то, как «оператор Энтони Дод Мэнтл удачно сочетал операторские приёмы Догмы и стилизованные красивые кадры». Исключением стал лишь Клаус Кристенсен, издатель датского журнала «EKKO». Он обвинил датских критиков в переоценке фильма, сам назвав его «провалом мастера». Во время проката в Дании было продано около 83 тысяч билетов, что стало самым большим успехом Ларса фон Триера со времён «Догвилля». Фильм был номинирован на премию Северного совета и получил её. «Антихрист» также удостоился главной кинематографической награды Дании премии «Роберт» в номинациях: «Лучший фильм», «Лучшая режиссура», «Лучший сценарий», «Лучшая операторская работа», «Лучший монтаж», «Лучший свет» и «Лучшие спецэффекты».
Крис Туки из «Daily Mail» в начале своего обзора сказал, что в картине есть «кадры потрясающей красоты», но в итоге он назвал фильм «до обидного женоненавистническим» и «бесполезной красотой». Он также назвал фильмы, которые, по его мнению, превосходили «Антихрист» в изображении откровенного секса, сцен с нанесением увечий гениталиям, «пыток мужчин женщинами для удовольствия». В итоге он дал фильму 1 звезду из 5.
Кинокритик Ким Ньюман из журнала «Empire» отметил, что «высокомерие фон Триера просчитано точно для того, чтобы расколоть зрителей на два лагеря, но в „Антихристе“ столько красоты, страха и чуда, что можно уверенно назвать этот фильм самым странным и оригинальным фильмом ужасов года».
Режиссёр Джон Уотерс провозгласил «Антихрист» одним из 10 лучших фильмов года, и сказал, что «если бы Бергман покончил с собой, попал бы в ад, а затем вернулся на землю, чтобы снять фильм, этим фильмом был бы „Антихрист“».
В 2009 году фильм получил приз European Film Awards за лучшую операторскую работу, совместно с фильмом «Миллионер из трущоб», так как оба фильма были сняты оператором Энтони Додом Мэнтлом. Фильм был номинирован на лучший фильм и лучшую женскую роль, но эти призы взяли Михаэль Ханеке с фильмом «Белая лента» и Кейт Уинслет за фильм «Чтец» соответственно.

## Награды и номинации
| Организация          | Категория                                            | Номинанты и получатели    | Результат |
| -------------------- | ---------------------------------------------------- | ------------------------- | --------- |
| Bodil Awards         | Лучший датский фильм                                 | Ларс фон Триер            | Победа    |
| Bodil Awards         | Лучшая актриса                                       | Шарлотта Генсбур          | Победа    |
| Bodil Awards         | Лучший актёр                                         | Уиллем Дефо               | Победа    |
| Bodil Awards         | Лучшая операторская работа                           | Энтони Дод Мэнтл          | Победа    |
| Bodil Awards         | Специальная награда Bodil Awards                     | Кристиан Эйднесс Андерсен | Победа    |
| Robert Award         | Лучшая операторская работа                           | Энтони Дод Мэнтл          | Победа    |
| Robert Award         | Лучший режиссёр                                      | Ларс фон Триер            | Победа    |
| Robert Award         | Лучший монтаж                                        | Андерс Рефн               | Победа    |
| Robert Award         | Лучший Датский фильм                                 | Ларс фон Триер            | Победа    |
| Robert Award         | Лучший сценарий                                      | Ларс фон Триер            | Победа    |
| Robert Award         | Лучший звук                                          | Кристиан Эйднесс Андерсен | Победа    |
| Robert Award         | Лучшие спецэффекты                                   | Питер Хьорт Ота Бареш     | Победа    |
| Robert Award         | Лучший актёр                                         | Уиллем Дефо               | Номинация |
| Robert Award         | Лучшая актриса                                       | Шарлотта Генсбур          | Номинация |
| Robert Award         | Лучший костюмер                                      | Фроке Фирл                | Номинация |
| Robert Award         | Лучший макияж                                        | Хью Лан Ван Дюк           | Номинация |
| Robert Award         | Лучший оригинальный дизайн                           | Карл Юлиуссон             | Номинация |
| Северный совет       | Кинопремия Северного Совета                          | Ларс фон Триер            | Победа    |
| European Film Awards | Лучшая операторская работа                           | Энтони Дод Мэнтл          | Победа    |
| European Film Awards | Лучшая актриса                                       | Шарлотта Генсбур          | Номинация |
| European Film Awards | Лучший режиссёр                                      | Ларс фон Триер            | Номинация |
| Chlotrudis Awards    | Лучшая актриса                                       | Шарлотта Генсбур          | Номинация |
| Chlotrudis Awards    | Лучшая операторская работа                           | Энтони Дод Мэнтл          | Номинация |
| Sant Jordi Awards    | Лучшая иностранная актриса (Mejor Actriz Extranjera) | Шарлотта Генсбур          | Победа    |
| Zulu Awards          | Лучший фильм                                         | Ларс фон Триер            | Номинация |

Фестивали
| Фестиваль                                     | Категория                   | Номинанты и получатели | Результат |
| --------------------------------------------- | --------------------------- | ---------------------- | --------- |
| Каннский фестиваль                            | Приз за лучшую женскую роль | Шарлотта Генсбур       | Победа    |
| Каннский фестиваль                            | Пальмовая ветвь             | Ларс фон Триер         | Номинация |
| Neuchatel International Fantasy Film Festival | Titra Film Award            | Ларс фон Триер         | Победа    |